# Chemdat
Koordinaten: 32° 15′ N, 35° 32′ O

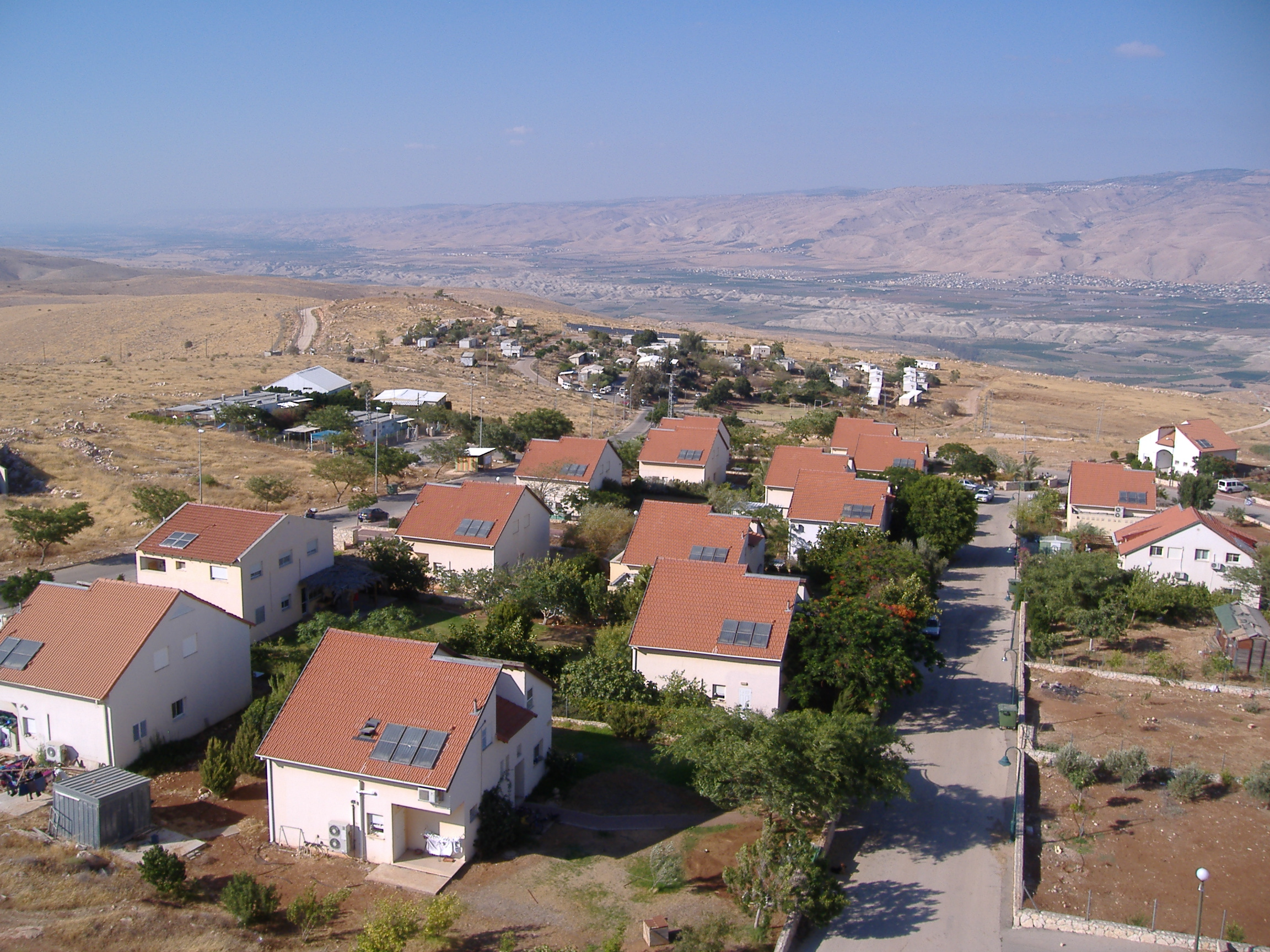
Chemdat (2010)

 Chemdat (hebräisch: חֶמְדָּת) ist eine im Jahr 1979 gegründete israelische Gemeinschaftssiedlung in der Regionalverwaltung Bik’at HaJarden im besetzten Westjordanland (auch Judäa und Samaria). 2017 zählte der Ort 248 Einwohner.

## Geschichte
Chemdat wurde 1979 gegründet. Als das 2001 gegründete jüdische Siedlung Schirat HaJam im Gazastreifen 2005 geräumt wurde, wollten die 15 Familien zusammen bleiben. Da die vorgesehene landwirtschaftliche Siedlung in Maskijot noch nicht fertig war, zog die Gruppe in das angrenzende Chemdat.

## Name
Der Ort wurde zunächst „Nachal Jabbok“ nach einem Fluss im Ostjordanland (Jordanien) benannt, der durch das in der Bibel erwähnte Gilead floss und die Grenze der Stämme Ruben und Gad bildete (Num 21,24 ; Dtn 2,37 ; 3,16 ; Jos 12,2 ; Ri 11,13 .22). An seinem Ufer erfolgte nach Gen 32,23–33  der Kampf Jakobs mit Gott bzw. dem ihn vertretenden Engel (Hos 12,4f ). 

1981 wurde der Ort in „Chemdat“ umbenannt.